# SC União Torreense
Der SC União Torreense ist ein Fußballverein aus der portugiesischen Stadt Torres Vedras etwa 40 Kilometer nördlich von Lissabon. Der Verein spielt dieser Tage in der Campeonato Nacional de Seniores, der dritthöchsten Liga des Landes. 
Der Verein wurde am 1. Mai 1917 als Sport Clube União Torreense gegründet. Der Verein spielte bisher sechs Spielzeiten in der höchsten Liga des Landes. In den Saisons 1955/56 bis 1958/59, 1964/65 und zuletzt 1991/92 war der Club in der höchsten portugiesischen Liga vertreten. Als beste Resultate gelang Torreense in den Saisons 1955/56 und 1956/57 eine Platzierung auf dem siebten Rang. Typischerweise ist der Verein in der dritten Liga anzutreffen. Bis 2012 spielte Torreense zudem sechs Saisonen in der zweiten und fünf in der vierten Liga.
Das beste Ergebnis im portugiesischen Pokalbewerb wurde 1956 mit dem Einzug ins Finale gegen den FC Porto erreicht, verlor dort aber im Estádio Nacional von Lissabon mit 0:2.
Das Stadion des Vereins ist das Estádio Manuel Marques, es wurde 1925 eröffnet und verfügt über eine Kapazität von 2.431 Plätzen.
Circa 1954 bis 1958 spielte João Morais beim Verein, der später mit Sporting Lissabon den Europapokal der Pokalsieger gewinnen sollte und 1966 mit der als Magriços bekannt gewordenen Nationalmannschaft um Eusébio 1966 Dritter bei der Weltmeisterschaft wurde. Ein weiterer bekannter ehemalige Spieler ist Zé António, der von 2005 bis 2007 64 Mal für Borussia Mönchengladbach in der Bundesliga antrat.
Saisonen und Platzierungen in der ersten Liga
| 1955/56 | 1956/57 | 1957/58 | 1958/59 | 1964/65 | 1991/92 |
| 7.      | 7.      | 8.      | 14.     | 14.     | 16.     |